# Exhumace

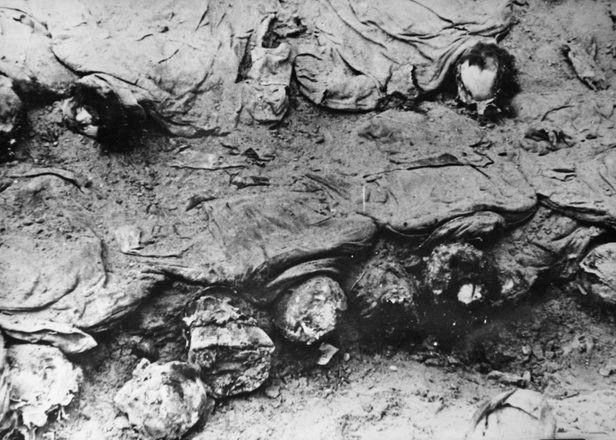
Exhumace v Katyni

Exhumace je obecně otevření hrobu a vyzvednutí mrtvého těla na základě úředního povolení nebo příkazu. Podle právní úpravy pohřebnictví je jí jakákoli manipulace s nezetlelými i zetlelými lidskými ostatky.
Provést ji je možno před uplynutím tzv. tlecí doby (minimálně 10 let) jen na žádost nájemce hrobového místa a se souhlasem krajské hygienické stanice, nebo v trestním řízení. V něm ji může nařídit pouze soudce, případně v přípravném řízení státní zástupce, a to tehdy, pokud je podezření, že smrt pohřbeného byla způsobena trestným činem. Pak následuje soudní pitva.